# ديميتريس نيكولز
ديميتريس نيكولز (بالإنجليزية: Demetris Nichols)‏ مواليد 4 سبتمبر 1984 في بوسطن، هو لاعب كرة سلة أمريكي بدأ مسيرته الاحترافية في سنة 2007 حيث تم اختياره من قبل فريق بورتلاند ترايل بلايزرز خلال الدرافت، ويحمل الرقم 8. يبلغ طوله 6 قدم 7 بوصة (2.0 م).

## فرق لعب لها
- كليفلاند كافالييرز
- شيكاغو بولز
- نيويورك نيكس
- بي سي إم جرافيلين
- شوليه باسكت

## إحصائيات المسيرة

### الرابطة الوطنية لكرة السلة

#### الموسم الاعتيادي
| السنة   | الفريق             | لعب | بدأ | دقيقة | ميداني% | ثلاثية | حرة  | ارتداد | صنع | استلاب | تصدي | نقطة |
| ------- | ------------------ | --- | --- | ----- | ------- | ------ | ---- | ------ | --- | ------ | ---- | ---- |
| 2007–08 | كليفلاند كافالييرز | 3   | 0   | 4.7   | .125    | .000   | .000 | .3     | .0  | .0     | .0   | .7   |
| 2007–08 | شيكاغو بولز        | 11  | 0   | 2.7   | .333    | .300   | .000 | .4     | .1  | .0     | .3   | 1.2  |
| 2008–09 | شيكاغو بولز        | 2   | 0   | 2.5   | .250    | .000   | .000 | .0     | .5  | .0     | .0   | 1.0  |
| 2008–09 | نيويورك نيكس       | 2   | 0   | 4.5   | .400    | .000   | .500 | 1.0    | .5  | .0     | .5   | 2.5  |
| المسيرة |                    | 18  | 0   | 3.2   | .281    | .200   | .500 | .4     | .1  | .0     | .2   | 1.2  |

## روابط خارجية
- ديميتريس نيكولز على موقع الدوري الأوروبي لكرة السلة (الإنجليزية)
- ديميتريس نيكولز على موقع إن بي أي (الإنجليزية)
- ديميتريس نيكولز على موقع سبورتس رفرنس (الإنجليزية)
- ديميتريس نيكولز على موقع كرة السلة الأوروبية.كوم (الإنجليزية)
- ديميتريس نيكولز على موقع DraftExpress.com (الإنجليزية)
- ديميتريس نيكولز على موقع كلية كرة السلة في سبورتس رفرنس.كوم (الإنجليزية)
- ديميتريس نيكولز على موقع ريلجم (الإنجليزية)
- ديميتريس نيكولز على موقع بروبوليرز (الإنجليزية)
- ديميتريس نيكولز على موقع سبورتس رفرنس (الإنجليزية)
- ديميتريس نيكولز على موقع سبورتس رفرنس (الإنجليزية)